# Orio Canavese
Orio Canavese là một đô thị ở tỉnh Torino trong vùng Piedmont, có vị trí cách khoảng 30 km về phía đông bắc của Torino. Tại thời điểm ngày 31 tháng 12 năm 2004, đô thị này có dân số 799 người và diện tích là 7,1 km².
Orio Canavese giáp các đô thị: Mercenasco, San Giorgio Canavese, Montalenghe, và Barone Canavese.